# Tobias Matthay
Tobias Augustus Matthay, né à Clapham (Londres) le 19 février 1858 et décédé à High Marley, près de Haslemere (Surrey) le 15 décembre 1945, est un pianiste, professeur et compositeur britannique.

## Biographie
Né de parents d'origine allemande, il se met au piano dès ses six ans en leçons particulières. En 1871, il entre à la Royal Academy of Music dans la classe de William Dorell. Il obtient la bourse Sterndale Bennet qui lui permet de poursuivre ses études avec Macfarren. Il prend également des cours de perfectionnement avec Sterndale Bennet et avec Ebenezer Prout et Arthur Sullivan.
Il se produit en public de 1880 à 1895.
Il est d'abord assistant à la Royal Academy of Music (1876-80), puis nommé professeur en 1880. Il a formé à l'instrument toute une génération de compositeurs : Arnold Bax, York Bowen et tous les pianistes britanniques du début du siècle : Harriet Cohen, Harold Craxton, Clifford Curzon, Myra Hess, Eileen Joyce, Moura Lympany, Eunice Norton, Irene Scharrer et Felix Swinstead. Il y exerce jusqu'en 1925, obligé à la démission par l’attaque de sa méthode. Mais dès 1895, il fonde sa propre école de piano où il développe le Matthay systèm, connu dans le monde entier, et où il abandonne « les données traditionnelles pour découvrir les correspondances entre le jeu et le physique de l'exécutant ».
Avec Frederick Corder et John Blackwood McEwen, en 1905, il cofonde la société des compositeurs Britanniques (en).

## Œuvres

### Compositions
En tant que compositeur, il laisse une centaine de pièces, un Konzerstück pour piano et orchestre, un quatuor avec piano.
- Quatuor pour piano et cordes en un mouvement
- Études en forme de suite, pour piano

### Écrits
- (en) The Act Of Touch In All Its Diversity: An Analysis And Synthesis Of Pianoforte Tone Production (1903) lire en ligne
- (en) The First Principles of Pianoforte Playing (1905) lire en ligne, 2e éd. rév. 1906
- (en) Relaxation Studies (Leipzig, 1908) lire en ligne
- (en) Some Commentaries onthe Teaching of Pianoforte Technique (1911)
- (en) The Rotation Principe in Pianoforte Playing (1912)
- (en) The Child's First Steps in Piano Playing (1912)
- (en) Musical Interpretation (1913)
- (en) On method in Teaching (1921)
- (en) The Principles of Fingering and Laws of Pedaling
- (en) Forearm Rotation Principle
- (en) The Principles of Teaching Interpretation
- (en) On Memorizing and Playing from Memory (1926)
- (en) The Slur or Couplet of Notes in all its Variety, its Interpretation and Execution (1928)
- (en) An Epitoe of the Laws of Pianoforte Technique (1931)
- (en) The Visible and Invisible in Pianoforte Technique (1947) 1re éd. 1932 lire en ligne
- (en) Piano Fallacies of Today (1939)

## Enregistrement
- A Matthay miscellany : Tobias Matthay, Irene Scharrer, Raie Da Costa, Ethel Bartlett, Denise Lassimonne, Ernest Lush, Adolph Hallis, Harriet Cohen (piano) (1924 à 1962, 2CD Appian APR APR6014)[4].